# Victoria (telenovela de 1987)
Victoria é uma telenovela mexicana, produzida pela Televisa e exibida pelo Las Estrellas entre 6 de julho de 1987 e 12 de fevereiro de 1988, substituindo Cuna de lobos e antecedendo El pecado de Oyuki, em 160 capitulos.

## Elenco
- Victoria Ruffo - Victoria Martínez
- Juan Ferrara - José Eduardo de los Santos
- Isabela Corona - María Esther Williams de de los Santos
- Roberto Vander - Ray
- Gina Romand - Mariel de Santana
- Gabriela Ruffo - Connie Martínez
- Guillermo Murray - Leopoldo de los Santos
- Rosario Gálvez - Sofía Williams y Montero
- Marco Muñoz - Guillermo
- Raymundo Capetillo - Joaquín de los Santos
- Rebeca Silva - Guadalupe Rodríguez
- Emilia Carranza - Amanda Espinosa de los Reyes
- Miguel Manzano - Jeremías
- Xavier Marc - Gerardo de los Santos
- Miguel Macía - Teodoro Jerez
- Oscar Servin - Pascual
- Flor Trujillo - Lucía de los Santos
- Aurora Alonso - Bertha
- Yolanda Ciani - Verónica Moguel Oliva
- Raquel Pankowsky - Hortensia
- Cecilia Gabriela - Eloisa
- Alicia Montoya - Esperanza
- Luis Aguilar - Gregorio Estrada
- Luis Xavier - Mario Moguel Oliva
- Roberto D'Amico - Miguel Santana
- Toño Infante - Aurelio
- Martha Resnikoff - Soledad'
- Sergio Suani - Felipe
- Consuelo Frank - Doña Gabriela Oliva
- Lucy Cantú - Minerva
- Guillermo Aguilar - Rodolfo
- Carina Ricco
- Osvaldo Doria
- Antonio Miguel
- Irma Infante - Virginia
- Romina Castro - Cristina de la Peña

## Prêmios e indicações

### TVyNovelas
| Categoria                 | Indicado(a)      | Resultado |
| ------------------------- | ---------------- | --------- |
| Melhor telenovela         | Ernesto Alonso   | Indicado  |
| Melhor atriz protagonista | Victoria Ruffo   | Indicado  |
| Melhor ator protagonista  | Juan Ferrara     | Indicado  |
| Melhor atriz antagonista  | Isabela Corona   | Indicado  |
| Melhor atriz principal    | Rosario Gálvez   | Venceu    |
| Melhor co-protagonista    | Guillermo Murray | Indicado  |
| Melhor atriz juvenil      | Gabriela Ruffo   | Indicado  |
| Melhor ator juvenil       | Marco Muñoz      | Indicado  |
| Revelação feminina        | Flor Trujillo    | Indicado  |
| Revelação masculina       | Roberto Vander   | Indicado  |
| Melhor tema musical       | Victoria Ruffo   | Indicado  |